# 尼克·菲普斯
尼克·菲普斯（英語：Nick Phipps；1989年1月9日—）是一位澳大利亞橄欖球運動員。他是澳大利亞國家橄欖球隊的一員，代表澳大利亞參加了2015年世界盃橄欖球賽。